# Kanton Saint-Esprit
Kanton Saint-Esprit (francouzsky Canton de Saint-Esprit) byl francouzský kanton v departementu Martinik v regionu Martinik. Nacházela se v něm pouze obec Saint-Esprit. Zrušen byl v roce 2015.